# Семенівська сільська територіальна громада (Запорізька область)
Семенівська сільська громада — територіальна громада в Україні, в Мелітопольському районі Запорізької області. Адміністративний центр — село Семенівка.
Утворена 27 травня 2019 року шляхом об'єднання Новгородківської, Новомиколаївської, Полянівської та Семенівської сільських рад Мелітопольського району.

## Населені пункти
До складу громади входять 3 селища: Малий Утлюг, Степне, Трудове та 18 сіл: Авіаційне, Верховина, Високе, Зеленчук, Золота Долина, Лазурне, Мар'ївка, Маяк, Новомиколаївка, Новоякимівка, Першотравневе, Південне, Полянівка, Рівне, Семенівка, Східне, Тамбовка, Чехоград.